# Jeff Strasser
Jeff Strasser, född 5 oktober 1974 i Mondorf-les-Bains, är en före detta fotbollsspelare från Luxemburg. Han  är sedan 2010 huvudtränare för CS Fola Esch.

## Spelarkarriär
Jeff Strasser är en av få fotbollsspelare från Luxemburg som har lyckats i lite större ligor. Efter att ha spelat sex år för franska Metz, så värvades han till tyska Kaiserslautern 1999. Efter tre säsonger där så flyttade han till Bundesliga konkurrenten Borussia Mönchengladbach 2002. Under sina sju år i Tyskland så gjorde han nästan 200 matcher och tio mål.
I augusti 2006 skrev Strasser på för Strasbourg i Ligue 2 och tackade samtidigt nej till spel i Premier League där både Aston Villa och Sunderland var intresserade. 31 juli 2007 återvände Strasser till Metz, då han skrev på ett 2-årskontrakt. När kontraktet med Metz gick ut 2009 vände han hem till Luxemburg för spel med Fola Esch. Han var dock bara där i 17 dagar innan han flyttade till Grasshopper. Han kom tillbaka till Fola Esch ett år senare men spelade bara en match innan han avslutade karriären.
I Luxemburgs landslag gjorde Strasser debut mot Grekland i oktober 1993. Mellan 1993 och 2010 gjorde han totalt 98 landskamper och sju mål. Han har varit den som spelat flest landskamper för Luxemburg sedan han tog över rekordet från Carlo Weis i november 2008.

## Tränarkarriär
17 maj 2010 blev Strasser utsedd till tränare för Fola Esch ungdomslag, och i december samma år blev han klar som huvudtränare för klubbens A-lag tillsammans med Cyril Serredszum.